# Região Lemánica
A Região Lemánica  engloba  toda a região banhada pelo lago Lemano  e se ele só é nomeado como tal pela Suíça é reconhecido de facto pela França, tanto mais que ambos se referem à Bacia Lemánica (em francês:  Bassin Lémanique)
Conhecido como o "Lago da Nestlé", porque sua sede está situada nas margens do rio.

## Os países
- França
  - a Sul o Chablais Saboiardo
- Suíça 
  - a Este o Cantão de Valais por onde entra o Rio Ródano
  - a Norte o Cantão de Vaud no chamado Grande Lago
  - a Oeste o Cantão de Genebra no Pequeno Lago ou Lago de Genebra, por onde sai o Ródano. [nota 1]

## As localidades
Via de comunicação privilegiada desde a Antiguidade, o lago conta hoje várias cidades e só mencionando das mais importantes podem citar-se:
- Em França
  - No Chablais Saboiardo
    - Évian-les-Bains - as águas célebres, as termas
    - Thonon-les-Bains - as termas
    - Yvoire - vila medieval fortificada
- Na Suíça :
  - No Cantão de   Vaud   - neste cantão existem duas regiões vinícolas notáveis: La Côte e Lavaux que está inscrita na UNESCO 
    - Montreux - o Festival de Jazz de Montreux (ver Notas)
    - Lausana - a Escola Politécnica Federal de Lausana (EPFL) que com a Universidade de Lausana (UNIL) formam um enorme campus
    - Nyon - e o Paleo Festival o maior festival ao ar livre da suíça [2]
    - e entre as menos conhecidas: Morges, Rolle e Coppet

  - No Cantão de  Genebra  ;
    - Genebra - a cidade de Calvino e do Jet d'Eau
    - Versoix

## Transportes lacustres

### Hoje

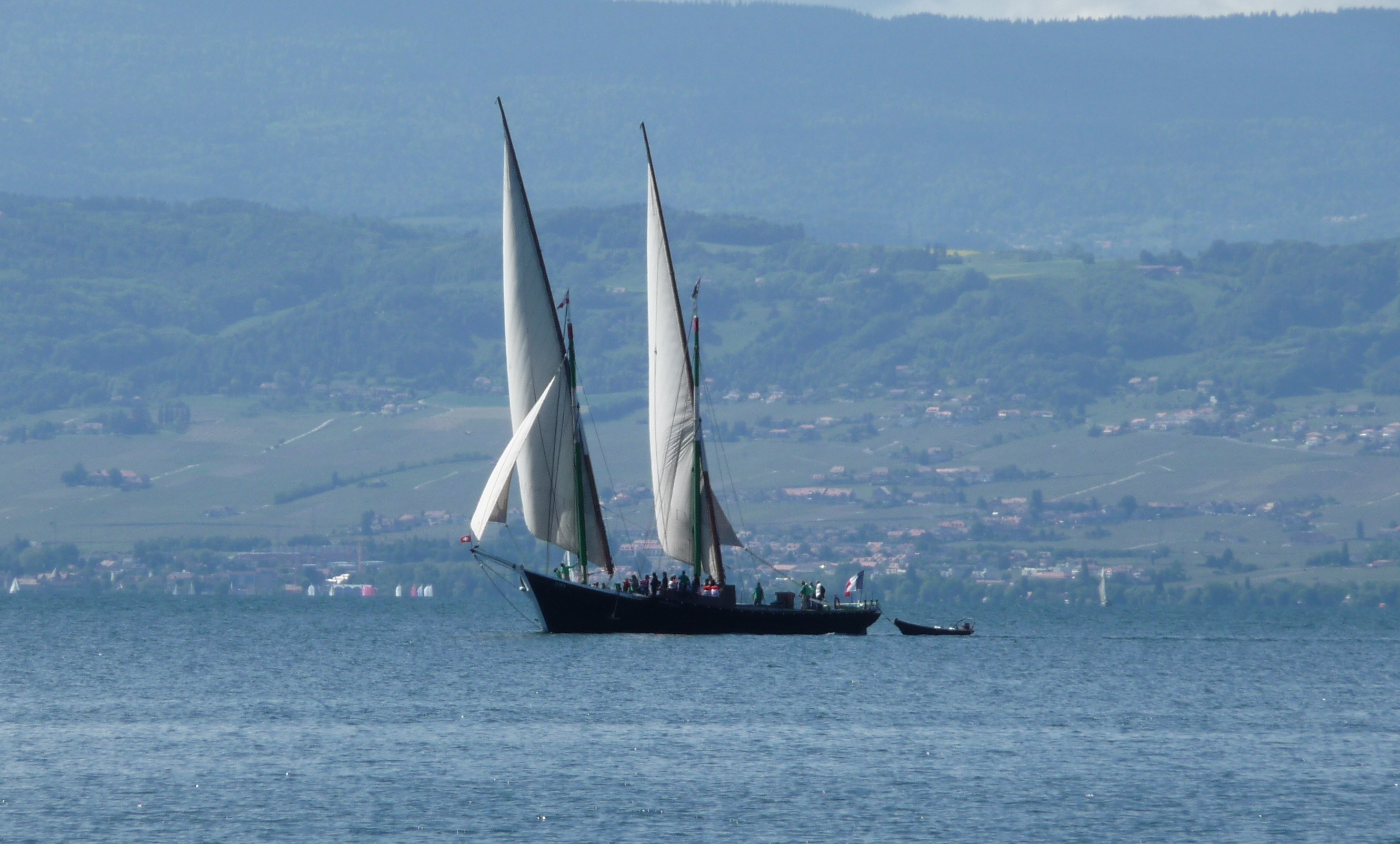
A "Savoie" (Fr.)

O transporte é assegurado pela Companhia Geral de  Navegação sobre o lago Lemano (CGN) que tem a concessão da navegação no lago -  servindo tanto o lado suíço como o francês - e como característica o facto de uma grande parte da frota ser constituída por barcos da Belle Epoque a roda de água  que são utilizados diariamente.

### História
Nos tempos feudais a Casa de Saboia possuía a totalidade do litoral lemánico, menos Genebra. Para se assegurarem do controlo do lago, fizeram vir carpinteiros navais de Génova que construíram as primeiras barcas. Genebra apela os construtores de Nice e em breve assiste-se no lago a batalhas navais. No século XIX] são largamente utilizadas embarcações em todo a lago para o transporte de mercadorias, principalmente pedra e madeira. 
De há uns anos a esta parte começou a aparecer o interesse pelas antigas barcas do lago e foi assim que a barca Neptune construída em 1904, foi comprada em 1971 por Genebra para conservar um testemunho da navegação sobre o lago. A Neptuno veio juntar-se a de Lausana, La Vaudoise (de Vaud) construída em 1932 e que navega sobre as cores da Confraria dos Piratas de Ouchy. Ouchy é o porto de Lausana e local dos estaleiros da CGN. 
A França por sua vez não tendo uma barca para restaurar construiu uma a partir de planos originais que foi metida na água a 11 de junho de [[2000 no porto de Thonon-les-Bains na presença da Neptuno e da Vaudoise.  A Savoie é assim a réplica de uma barca construída em Genebra em 1896  e que foi demolida no local que viu o seu renascimento. 